# Cookie Jar
"Cookie Jar"  é o segundo single do álbum The Quilt, de Gym Class Heroes. A canção é interpretada também por The-Dream, cantando o refrão com Travis McCoy. O lançamento desta canção foi em 8 de julho de 2008 no EP Patches from the Quilt.

## Faixas
1. "Cookie Jar" (Ryan Geise/Milo Bonacci/Sie One/Terius Nash) — 3:35

## Formação
Canção interpretada por Gym Class Heroes, com Travis McCoy como vocalista, Disashi Lumumba-Kasongo como guitarrista, Eric Roberts como baixista, Matt McGinley como baterista e percussionista. The-Dream também interpreta o single. A canção foi produzida por Tricky Stewart.

## Desempenho nas paradas
| Paradas                            | Melhor Posição |
| ---------------------------------- | -------------- |
| Austrália - ARIA Charts            | 41             |
| Canadá - Canadian Hot 100          | 91             |
| Estados Unidos - Billboard Hot 100 | 59             |
| Estados Unidos - Billboard Pop 100 | 55             |
| Reino Unido - UK Singles Chart     | 6              |